# Stan Dewulf
Stan Dewulf (Stavele, 20 de diciembre de 1997) es un ciclista belga miembro del equipo Decathlon AG2R La Mondiale Team.

## Palmarés
2018
- 2 etapas del Triptyque des Monts et Châteaux
- París-Roubaix sub-23

2021
- Boucles de l'Aulne

## Resultados en Grandes Vueltas y Campeonatos del Mundo
| Carrera         | Carrera         | 2019 | 2020 | 2021 | 2022 | 2023 | 2024 | 2025  |
| --------------- | --------------- | ---- | ---- | ---- | ---- | ---- | ---- | ----- |
|                 | Giro de Italia  | —    | —    | —    | —    | —    | —    | 111.º |
|                 | Tour de Francia | —    | —    | —    | 64.º | 81.º | —    | —     |
|                 | Vuelta a España | —    | 70.º | 65.º | —    | —    | —    | —     |
| Mundial en Ruta | Mundial en Ruta | —    | —    | —    | 98.º | —    | —    | —     |

—: no participa
Ab.: abandono